# Mannequin Two: On the Move
Mannequin: On the Move (bra: Manequim II - A Magia do Amor) é um filme independente estadunidense de 1991, dos gêneros comédia romântica e fantasia e uma sequência do filme de 1987 Mannequin. O filme é estrelado por Kristy Swanson como um manequim que foi congelado há mil anos por um feiticeiro malvado usando um colar mágico. Ela permanece congelada até que o colar seja removido e pode ficar permanentemente descongelada se receber um beijo de seu verdadeiro amor.
A música tema original do filme "Nothing's Gonna Stop Us Now" de Starship, escrita por Diane Warren e Albert Hammond, foi apresentada neste filme. A trilha sonora original foi composta por David McHugh.

## Sipnose
Um funcionário de uma loja de departamentos liberta o espírito de uma mulher que estava presa num manequim havia mil anos.

## Elenco
- Kristy Swanson como Jessie
- William Ragsdale como Jason Williamson/Príncipe William
- Meshach Taylor como Hollywood Montrose/promotor
- Terry Kiser como Conde Gunther Spretzle/Feiticeiro
- Stuart Pankin como Sr. James
- Cynthia Harris como Sra. Williamson/Rainha Mãe
- Andrew Hill Newman como Andy Ackerman

## Produção
O primeiro filme havia obtido sucesso financeiro e a produtora queria uma sequência. Um roteiro foi escrito e David Begelman contratou Stewart Raffill, que havia feito The Ice Pirates (1984) para Begelman anteriormente, para dirigir.
Raffill disse que sua filosofia era "apenas brincar com o humor. É uma comédia de situação, então você tem que definir a situação. É obviamente uma ideia bizarra—é uma coisa inanimada e então ganha vida—então nessa estrutura você tem todos os tipos de humor. Particularmente se a pessoa está se apaixonando de repente. Você quer que as reações dessa pessoa sejam interessantes, então você tenta inventar cenas que, você sabe, tiram vantagem dessa configuração particular de potenciais de comédia".
As filmagens aconteceram na Filadélfia, na loja de departamentos Wanamaker's. "Foi uma boa filmagem", disse Raffill. "E Kristy foi um charme para trabalhar. Muito acessível e não mimada de forma alguma. Ela era apenas uma neófita no que se refere a ser uma atriz, mas ela interpretou esse papel muito bem... É um filme bonito".

## Trilha sonora
| Título:                            | Executado por:             | Produzido por:                   | Cortesia de:         | Composto por:                   |
| ---------------------------------- | -------------------------- | -------------------------------- | -------------------- | ------------------------------- |
| "Do It For Love"                   | Gene Miller                | Phil Galdston John Van Tongeren  |                      | John Van Tongeren Phil Galdston |
| "Wake Up"                          | Gene Miller                | Phil Galdston John Van Tongeren  |                      | John Van Tongeren Phil Galdston |
| "Can't Believe My Eyes"            | Gene Miller                | Jon Lind                         |                      | John Bettis Jon Lind            |
| "Pick Up the Pieces (To My Heart)" | Cindy Valentine            | Tony Green for TGO Records, Ltd. | Arista Records, Inc. | Cindy Valentine Tony Green      |
| "Casa De Coati"                    | Meshach Taylor Coati Mundi | Coati Mundi                      |                      | Coati Mundi                     |
| "The Sea Hawk"                     |                            |                                  |                      | Erich Wolfgang Korngold         |
| "Feel the Way I Do"                | Shoes                      | Shoes                            | Black Vinyl Records  | John Murphy                     |
| "That Love Thang"                  | E.I.E.I.O.                 | Phil Bonanno & E.I.E.I.O.        | Frontier Records     | Richard Szeluga David Kendrick  |
| "Nothing's Gonna Stop Us Now"      | Starship                   | Narada Michael Walden            | RCA Records          | Albert Hammond Diane Warren     |

## Recepção
Mannequin Two: On the Move recebeu críticas negativas dos críticos e, ao contrário de seu antecessor, foi um fracasso de bilheteria, arrecadando pouco menos de US$4 milhões contra seu orçamento de US$13 milhões. No Rotten Tomatoes, ele tem um índice de aprovação de 13% com base nas avaliações de 23 críticos. O público pesquisado pela CinemaScore deu ao filme uma nota de "B" na escala de A+ a F. Esta sequência foi apelidada como "uma das piores sequências já feitas".
A Variety deu uma crítica negativa: "Foram necessários quatro escritores para ter outra ideia de por que um manequim ganharia vida em uma loja de departamentos e o que aconteceria se ela o fizesse". Kevin Thomas, do Los Angeles Times, chamou-o de "ainda mais fraco do que o original" e " Do início ao fim, Mannequin Two: On the Move é insípido ao extremo".
David Cornelius, do DVD Talk, chamou-o de "tão lamentavelmente incompetente quanto seu antecessor".

## Mídia doméstica
Mannequin Two: On the Move foi lançado pela primeira vez em VHS e LaserDisc em 1992 pela Live Home Video. MGM Home Entertainment lançou o filme em DVD pela primeira vez em 16 de janeiro de 2008 como parte de um conjunto duplo de dois discos com o primeiro Mannequin como primeiro disco. Mannequin Two: On the Move foi lançado em Blu-ray pela primeira vez pela Olive Films (sob licença da MGM) em 22 de setembro de 2015.